# Christof Mahnig
Christof Mahnig (* 1986 in Willisau) ist ein Schweizer Jazzmusiker (Trompete, Flügelhorn, Komposition) und Mathematiker.

## Leben und Wirken
Mahnig begann zehnjährig mit dem Trompetenspiel. Mit 14 Jahren erlebte er auf dem Jazz Festival Willisau ein Konzert von Cecil Taylor, das ihn tief beeindruckte. Bis 2013 studierte er Trompete und Komposition an den Musikhochschulen in Luzern und Stockholm. Anschliessend studierte er bis 2019 Mathematik und Physik an der Universität Bern.
Sein Quartett Die Abmahnung mit dem Gitarristen Laurent Méteau, dem Bassisten Rafael Jerjen und dem Schlagzeuger Emanuel Künzi, mit dem bisher drei Alben entstanden, wird «zu den interessanten Stimmen des unkonventionellen New Swiss Jazz gezählt». Mit seinem Bruder, dem Schlagzeuger Dominik Mahnig, und dem schwedischen Gitarristen Kaspar Agnas betreibt er das Trio «Mahnig-Agnas-Mahnig»; mit dem Posaunisten Simon Petermann und dem Schlagzeuger David Meier unterhält er ein weiteres Trio. Er tourt auch mit weiteren Bands und Projekten wie «Fraktal», der «Jonas Winterhalter Bigband» oder der New-Orleans-Combo «Shabber Nac & His Humbugs». Weiterhin improvisierte er mit Gerry Hemingway, Christian Weber, Emanuel Künzi, Christoph Erbo oder Sebastian Rotzler. Seit Mai 2020 ist er als Datenmanager Netzentwicklung bei einem nationalen Verkehrsunternehmen tätig.

## Diskographische Hinweise
- Mahnig – Agnas – Mahnig: Royal Rendezvous (2016)
- Christof Mahnig & die Abmahnung: Red Carpet (Leo Records 2019 mit Laurent Méteau, Rafael Jerjen, Emanuel Künzi)[3]
- Fraktal: Reconciliation (QFTF 2020, mit Andrea Nydegger, Tobias Pfister, Daniel McAlavey, Jan Herzog, Mischa Frey, Ricardo Castillo)
- Mahnig-Petermann-Meier: Life at the Zoo: Soundcloud Sessions 30-5-20 (2020)